# Houstonia (Missouri)
Houstonia è un comune degli Stati Uniti d'America, situato nello Stato del Missouri, nella contea di Pettis.